# Parafia św. Apostołów Piotra i Pawła w Nowej Osuchowej
Parafia pw. Świętych Apostołów Piotra i Pawła w Nowej Osuchowej – rzymskokatolicka parafia należąca do dekanatu Ostrów Mazowiecka – Chrystusa Dobrego Pasterza, diecezji łomżyńskiej, metropolii białostockiej. 

## Historia

### Objawienia maryjne

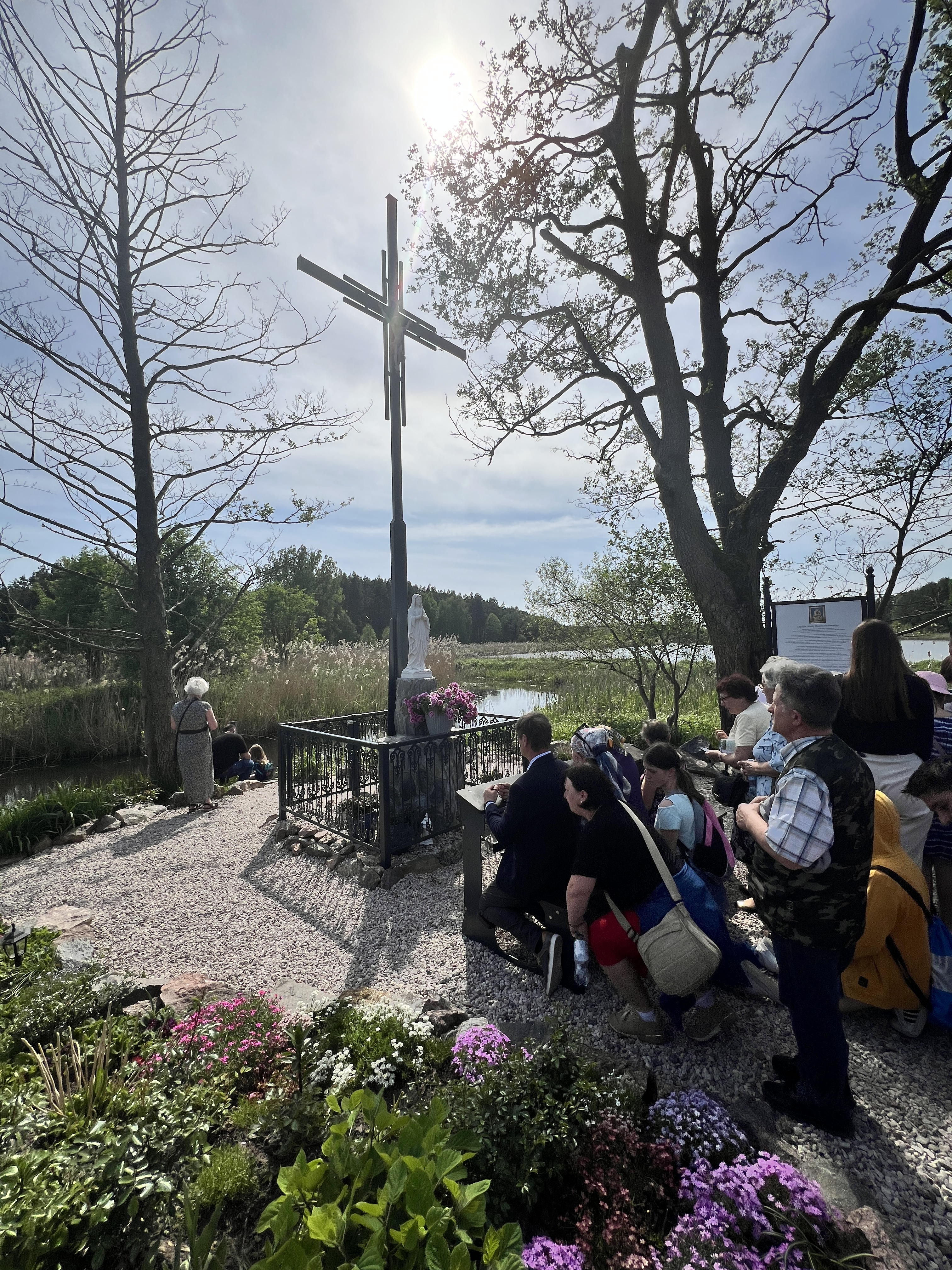
Krzyż w miejscu objawień

W 1910 we wsi, w pobliżu rzeki Tuchełki, miały miejsce objawienia maryjne. W dniu 2 czerwca 1910 trzy dziewczynki z Nowej Osuchowej wracały z Poręby z nauki katechizmu. Józefa i Rozalia zobaczyły złote promienie z nieba i postać kobiety w białej sukni przepasanej błękitną szarfą, z białym płaszczem na ramionach. Z każdego palca kobiety spływały złote promienie, a wokół głowy miała 15 kwiatów białej róży. Dziewczynki uklękły i odmówiły „Anioł Pański”. Wizja powtórzyła się następnego dnia, kiedy zachęcone przez matki Rozalia i Józefa odmówiły w miejscu objawienia cząstkę różańca. W kolejnych dniach do dziewczynek dołączyły inne osoby odmawiające różaniec, wszyscy widzieli jasność na miejscu objawienia. Od 5 czerwca Maryję zaczęła widzieć także 33-letnia wówczas Marianna Andryszczyk z Nowej Osuchowej. Codziennie w czasie modlitwy dziewczynki i kobieta miały widzenia. Maryja poprosiła o odmawianie różańca i codzienne gromadzenie się na miejscu objawień na modlitwę. Oświadczyła, że przybywa z Częstochowy – co ważne, krótko wcześniej, bo w niedzielę Trójcy Przenajświętszej (22 maja 1910) miała tam miejsce ponowna koronacja obrazu Matki Bożej Częstochowskiej. W czasie objawień w 1913 Matka Boża wypowiadała się w formie ostrzeżeń i napomnień, zapowiadając wojnę, ale i obiecując swoją opiekę nad ludźmi.  

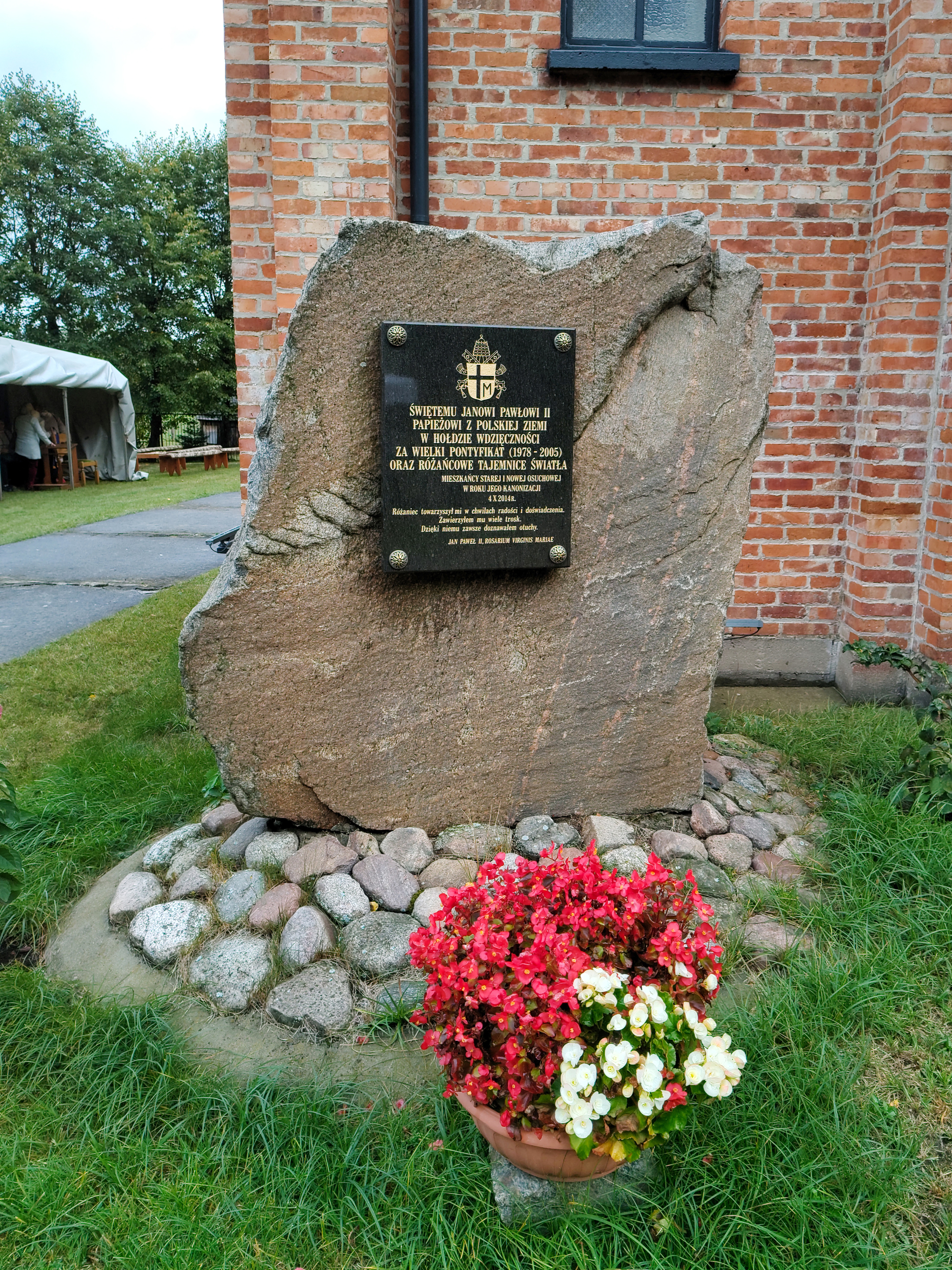
Kamień pamiątkowy przy kościele

Marianna Andryszczyk przekazała informację o znakach miłości i błogosławieństwa Boga i Maryi. Były to woda ze strumyka, który przepływał obok miejsca objawień, i lniane płótno. Maryja zapowiedziała, że oba będą mieć leczniczą moc. Poleciła nabrać wodę w naczynia i zostawiać na czas różańca obok krzyża, który wystawiono w miejscu objawień w 1910, tak samo robić z płótnem. Zapowiedziała też stworzenie źródła wody, która będzie uzdrawiać chorych.  
Na pamiątkę objawień zbudowano drewnianą kaplicę z obrazem Matki Bożej Częstochowskiej. Około 1920 Marianna Andryszczyk zaczęła starać się o namalowanie obrazu przedstawiającego Maryję z Dzieciątkiem według wizji. Obraz powstał w Warszawie, namalował go Włodzimierz Tur. Obraz zawieszono w kaplicy 29 czerwca 1926. Budynek spłonął 1 lipca 1929. Obraz ocalał, ale był nadpalony. Nowy obraz zamówiono u tego samego malarza. Zawieszono go w kaplicy, a w 1958 przeniesiono do kościoła.  

### Ośrodek kultu
W 1943 zaczęto budować drewniany kościół. Inicjatorem był Edmund Szuba, późniejszy kapłan i promotor kultu Matki Bożej Osuchowskiej. To jedyny kościół w ówczesnej diecezji płockiej, który powstał podczas okupacji hitlerowskiej. Początkowo nabożeństwa prowadził ksiądz z kościoła parafialnego w Porębie, a w 1952 w Osuchowej na stałe zamieszkał ks. emeryt Władysław Deluga. W pracy wspierał go Edmund Szuba. W 1958 do kościoła przeniesiono obraz Maryi.
W 1983 wykorzystano elementy drewnianego kościoła i do kapliczki w lesie w pobliżu miejsca objawień dobudowano wieżę. Wyremontowano wnętrze. Kaplicę stworzono na wzór pierwszego kościoła w Osuchowej. Zawieszono tu kopię cudownego obrazu wykonaną w 2009, zdobioną uratowaną z pożaru sukienką.
Kościół pw. Najświętszej Maryi Panny Królowej Polski w Nowej Osuchowej powstał w latach 1981–1984. Inicjatorem był proboszcz ks. Henryk Rochowicz, a projektantem architekt Stanisław Marzyński. Kościół został konsekrowany 29 czerwca 1984 przez bp. Bogdana Sikorskiego.
Z dniem 5 listopada 1992 parafię ogłoszono Sanktuarium Maryjnym. Obraz Matki Bożej Osuchowskiej został uznany za cudowny.
W 2000 między kaplicą a kościołem wykonano stacje różańcowe. Obok kaplicy wykopano studnię. Drewniany krzyż w miejscu objawień zamieniono na metalowy.
Od lat 80. XX wieku Osuchowa jest celem pielgrzymek na Święto Najświętszej Maryi Panny Królowej Polski (3 maja), choć pierwsze zorganizowane grupy pielgrzymkowe przybywały tu już w latach 50.
Rozwój kultu maryjnego w Osuchowej był przedmiotem pracy magisterskiej z liturgiki autorstwa Ryszarda Kurowskiego, obronionej na Wydziale Teologicznym ATK w Warszawie w 1995.

### Parafia

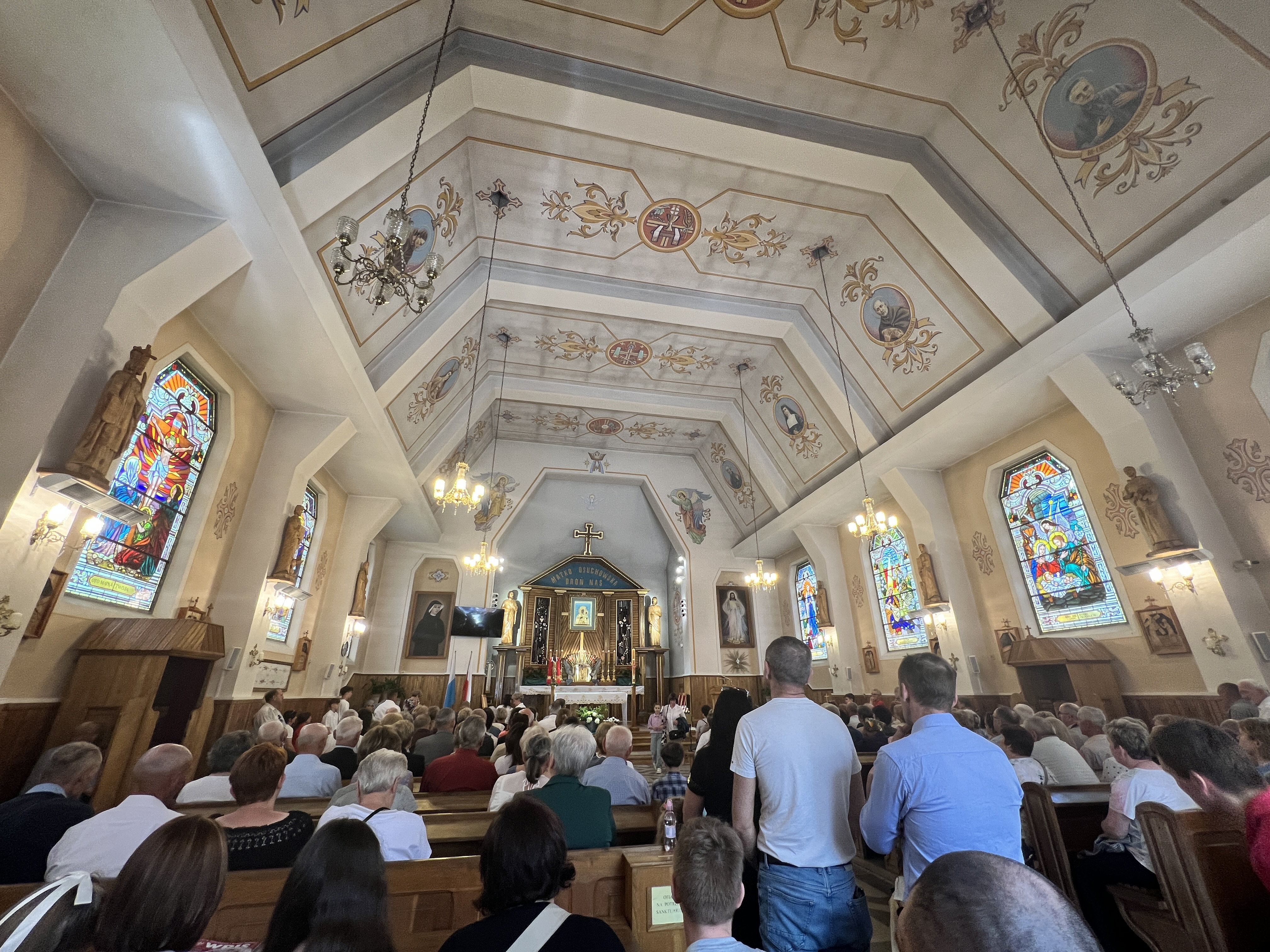
Wnętrze kościoła w dniu odpustu 3 maja

Parafia została erygowana 8 grudnia 1976, w Uroczystość Niepokalanego Poczęcia Najświętszej Maryi Panny, decyzją biskupa płockiego Bogdana Sikorskiego. Stała się częścią dekanatu wyszkowskiego. Wydzielono ją z parafii św. Barbary w Porębie. Do parafii należały wsie: Nowa Osuchowa, Stara Osuchowa, Dybki i Wiśniewo. W 1977 Dybki i Wiśniewo wróciły do parafii w Porębie.
W 1992 parafia została przeniesiona z diecezji płockiej do diecezji łomżyńskiej, do dekanatu ostrowskiego pw. Chrystusa Dobrego Pasterza.
W latach 1952–2003 posługę w świątyni pełnili księża diecezjalni. W 2003 ówczesny biskup łomżyński Stanisław Stefanek powierzył opiekę nad parafią redemptorystom. W 2019 sanktuarium wróciło pod jurysdykcję diecezji.
Za kościołem stoi Dom Pielgrzyma zbudowany z inicjatywy ks. Adama Henryka Rochowicza (dawny Ośrodek Oazowy wybudowany w 1984) oraz ołtarz polowy. W 1955 zorganizowano cmentarz grzebalny. Plebanię wystawiono w latach 1978–1979.
Z parafii pochodzą kapłani świeccy (ks. Stanisław Kruszewski – święcenia w 1970, ks. Andrzej Peła – 1974, ks. Jan Deptuła – 1975, ks. Jan Peła – 1985) i zakonni (o. Edward Tułowiecki – 1980, misjonarz werbista w Kongo) oraz jeden bonifrater, trzy siostry Zgromadzenia Benedyktynek Samarytanek Krzyża Chrystusowego i jedna siostra Zgromadzenia Matki Bożej Miłosierdzia.

## Kościół parafialny

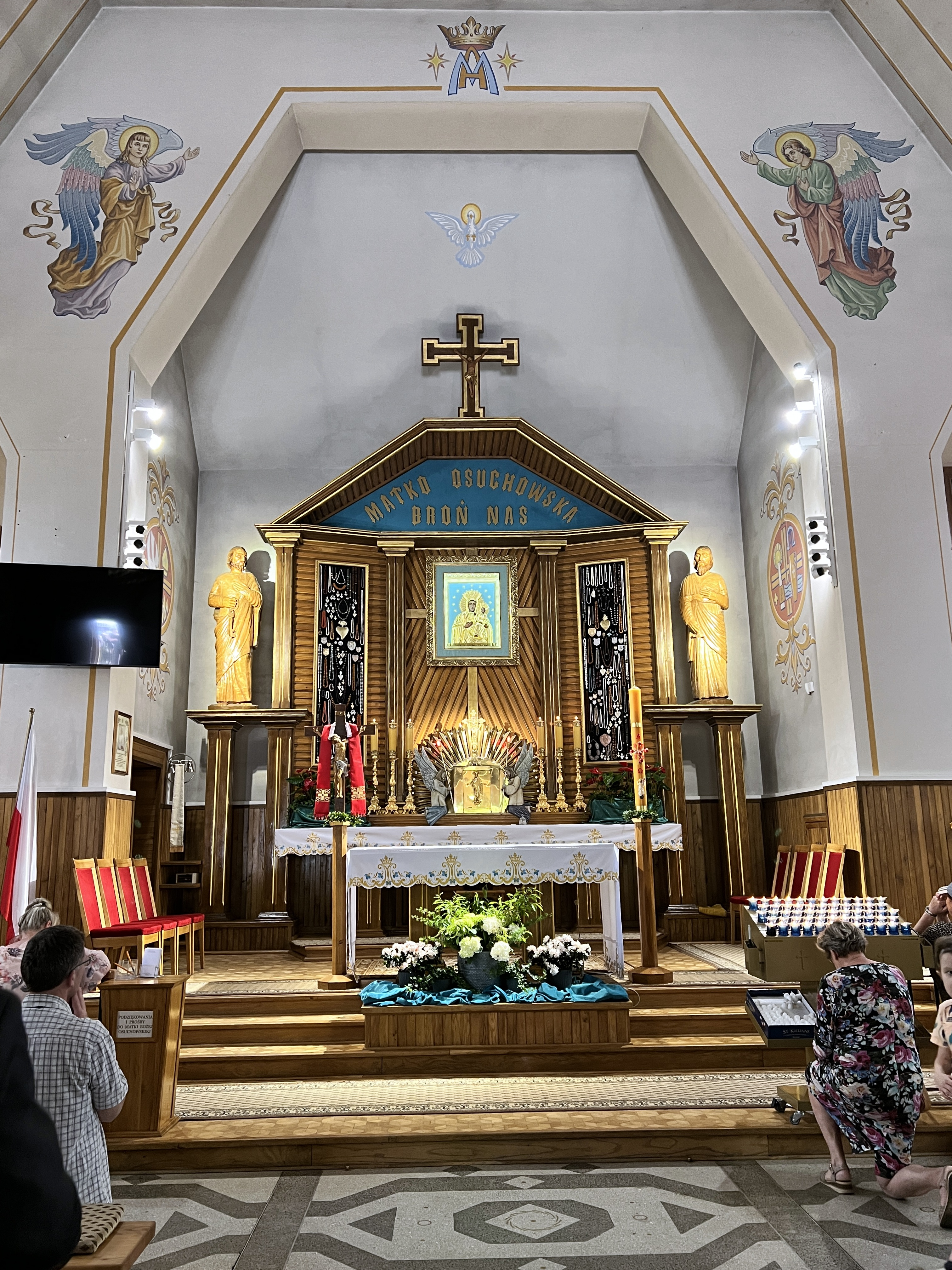
Ołtarz główny z cudownym obrazem

Kościół pw. Najświętszej Maryi Panny Królowej Polski w Nowej Osuchowej został zbudowany z czerwonej cegły na planie prostokąta. Jest jednonawowy. W oknach ma witraże nawiązujące do wybranych tajemnic różańcowych i miejscowych objawień maryjnych. Wnętrze świątyni zdobi polichromia z wizerunkami świętych, m.in. św. Jadwigi, św. A. Chmielowskiego, św. A. Boboli, bł. K. Kózki, bł. B. Lament. Ołtarz główny jest wykonany z drewna układanego boazeryjnie. W centrum umieszczono cudowny obraz Matki Bożej Osuchowskiej, zasłaniany wizerunkiem patronów parafii: św. Piotra i św. Pawła. W 2022–2023 Artur Szydlik wykonał płaskorzeźby na drzwi do kościoła z miedzianej blachy kształtowanej na zimno. Przedstawiają portrety świętych z atrybutami: Piotra i Pawła, a niżej św. Barbary i św. Rocha. Trzeci rząd kwater to herb Jana Pawła II oraz herb bp. Janusza Stepnowskiego, herb kapituły katedralnej w Płocku i herb Benedykta XVI. W najniższym rzędzie znajdują się: leśna kapliczka Matki Boskiej Osuchowskiej z drzewem oraz fasada kościoła w Nowej Osuchowej, zaś między nimi lilia i ryby. Drewniane drzwi przeszły konserwację.
Obraz Matki Bożej Osuchowskiej przypomina obraz Matki Bożej Częstochowskiej, ale tutaj twarze Maryi i Jezusa są jaśniejsze, a postacie namalowano na niebieskim tle i otoczono 12 gwiazdami. Na twarzach Maryi i Jezusa widać łzy. Na dole obrazu zamieszczono słowa „Pod Twoją obronę uciekamy się”, w szczycie zaś napis „Matko Osuchowska Broń nas”. Na skrzydłach bocznych ołtarza umieszczono tablice z wotami. Obraz jest flankowany figurami wykonanymi przez miejscowych rzeźbiarzy, przedstawiającymi świętych Piotra i Pawła.

## Obszar parafii
W granicach parafii znajdują się miejscowości:

- Nowa Osuchowa,
- Stara Osuchowa.

## Administratorzy i proboszczowie
- ks. Władysław Deluga – adm. 1952–1958
- ks. Czesław Głowicki – adm. 1958–1962
- ks. Bronisław Gąsecki – adm. 1962–1972
- ks. Zygmunt Dąbrowski, proboszcz 1976–1977 (adm. od 1972)
- ks. Adam Henryk Rochowicz: 1977–1987
- ks. Paweł Stachecki – 1987–1989
- ks. Tadeusz Kowalczyk – 1989–1992
- ks. Marek Natkowski – 1992–1993
- ks. Piotr Zabielski – 1993–1994
- ks. Adam Henryk Rochowicz – 1994–2003
- o. Piotr Kurcius CSsR – 2003–2015
- o. Stanisław Majchrowski CSsR – 2015–2019
- ks. Waldemar Grzeszczuk: od 2019